# 성동역 (경성궤도)
성동역(城東驛), 옛 명칭 전곶역(箭串驛)은 지금의 서울특별시 성동구 사근동에 있던 경성궤도의 역이었다. 현재의 서울 지하철 2호선 한양대역 인근, 한양대학교 인문관 부근에 위치하였다. 열차는 이 역 남단에서 도로·궤도 겸용 교량이었던 성동교로 중랑천을 횡단하였다.

## 연혁
- 1930년 11월 1일: 왕십리-동독도 간 4.0 km 개통과 함께 영업 개시[2]
- 해방 이후: 전곶역에서 성동역으로 개칭
- 1966년 7월경[3]: 운행 중지